# Adam Koss (biskup)
Adam Koss herbu własnego (zm. 11 lutego 1661) – biskup chełmiński, administrator apostolski diecezji pomezańskiej, archidiakon warszawski, kanonik kielecki, proboszcz fordoński, koadiutor opata mogileńskiego, sekretarz królewski, doktor obojga praw.

## Życiorys
Wywodził się z zamożnej, senatorskiej rodziny z Prus Królewskich. W 1645 został kanonikiem kieleckim i koadiutorem opata mogileńskiego oraz sekretarzem królewskim. W 1648 uzyskał doktorat obojga praw (prawdopodobnie we Włoszech). Na dworze królewskim popierał plany reform ustrojowych. W latach 1649–1651 przeprowadzał rewizję ekonomii malborskiej.
W czasie potopu przebywał u boku Jana Kazimierza. W 1655 starał się uzyskać wsparcie finansowe od Gdańska dla Jana Kazimierza. 11 listopada 1657 uzyskał nominację na biskupstwo chełmińskie. Sakrę biskupią przyjął 14 lutego 1658 z rąk biskupa kujawskiego Kazimierza Floriana Czartoryskiego. Przysięgę senatorską złożył na sejmiku generalnym w Tucholi w 1658. Uczestniczył jako senator w sejmie 1658. Przebywał w obozie wojsk polskich oblegających Toruń w 1658. Po kapitulacji załogi szwedzkiej był obecny przy potwierdzaniu przez Jana Kazimierza przywilejów miasta Torunia. Jesienią 1659 podpisał skrypt wyrażający zgodę na elekcję vivente rege. Na sejmiku generalnym Prus Królewskich, wraz z ordynariuszem warmińskim Janem Wydżgą doprowadził do ugody między Toruniem a Gdańskiem, rywalizującymi o pierwszeństwo na sejmikach generalnych. W 1660 na sejmiku generalnym prowincji wybrany komisarzem do spraw skarbowych. W 1660 konsekrował farę w Brodnicy.
Zmarł w Toruniu 11 lutego 1661, pochowany w konkatedrze chełmżyńskiej.